# Iwami
Pour l’article homonyme, voir province d'Iwami.
Iwami (岩美町, Iwami-chō) est un bourg constituant le district d'Iwami, dans la préfecture de Tottori, au Japon.

## Géographie

### Situation
Le bourg d'Iwami est situé dans le nord-est de la préfecture de Tottori, sur l'île de Honshū (région du Chūgoku), au Japon. Il possède une façade maritime de 15 km le long de la mer du Japon, dans le parc national de San'inkaigan.

### Démographie
Au 1er avril 2019, la population d'Iwami s'élevait à environ 12 000 habitants répartis sur une superficie de 122,4 km2.

## Histoire
Le bourg d'Iwami est fondé en 1954 par la fusion de neuf bourgs et villages voisins.

## Éducation
Le bourg d'Iwami dispose de trois écoles primaires, une école secondaire et un collège.

## Transports
La gare d'Iwami est le troisième arrêt sur la ligne Tottori-Hamasaka.

## Symboles municipaux
L'arbre symbole du bourg d'Iwami est le pin, choisi à l'occasion de la fondation de la municipalité, sa fleur symbole l'iris d'eau du Japon, sélectionné en 2004 et dont les colonies du marais de Karakawa sont classées monument naturel national, et son animal marin symbole le crabe-araignée Chionoecetes opilio (2004).